# Ángel Nesbitt
Pour les articles homonymes, voir Nesbitt.
Ángel Ladimir Nesbitt (né le 4 décembre 1990 à Maracay, Aragua, Venezuela) est un lanceur de relève droitier des Tigers de Détroit de la Ligue majeure de baseball.

## Carrière
Ángel Nesbitt signe son premier contrat professionnel en 2009 avec les Tigers de Détroit et fait ses débuts dans le baseball majeur avec eux le 8 avril 2015 face aux Twins du Minnesota.